# Dryopteris subpycnopteroides
Dryopteris subpycnopteroides là một loài thực vật có mạch trong họ Dryopteridaceae. Loài này được Ching ex Fraser-Jenk. miêu tả khoa học đầu tiên năm 1986.